# Gmina Liszki
Die Gmina Liszki ist eine Landgemeinde im Powiat Krakowski der Woiwodschaft Kleinpolen in Polen. Ihr Sitz ist das gleichnamige Dorf mit etwa 1900 Einwohnern.

## Geographie
Die Gemeinde liegt zehn Kilometer westlich von Krakau im Krakauer Hochland. Zu den Gewässern gehört der Weichselzufluss Sanka. Die Gemeinde Liszki erstreckt sich über eine Fläche von 72 km², davon werden 82 Prozent land- und 5 Prozent forstwirtschaftlich genutzt.

## Geschichte
Zwischen 1954 und 1972 gehörten die Dörfer zur Gromada Liszki deren Verwaltungssitz sich ebenfalls im Dorf befand.
Von 1975 bis 1998 gehörte die Gemeinde zur Woiwodschaft Krakau.

## Gliederung
Zur Landgemeinde Liszki gehören die Schulzenämter (sołectwa):
Baczyn, Budzyń, Cholerzyn, Chrosna, Czułów, Jeziorzany, Kaszów, Kryspinów, Liszki, Mników, Morawica, Piekary, Rączna und Ściejowice.

## Bildung
Die Gemeinde verfügt über elf Grundschulen, zwei Mittelschulen und ein Gymnasium.